# Las Matki Mojej
Las Matki Mojej – kompleks leśny o powierzchni 14,25 ha znajdujący się w Warszawie, na prawym brzegu Wisły, w dzielnicy Wawer, otoczony ulicami: Józefa Strusia, Akwarelową oraz Łysakowską. Wchodzi w skład Obwodu Leśnego „Las Sobieskiego”. Las otoczony jest zwartą zabudową mieszkaniową.
Niegdyś na terenie obecnego lasu znajdował się Cmentarz Ewangelicki założony w 1839 roku. W 1891 roku podjęto decyzję o jego likwidacji, jednak zanim pojawił się las, został wybudowany Fort Wawerski im. Suworowa, będący jednym z wielu elementów fortyfikacji okalających Warszawę, czyli tzw. Twierdzy Warszawskiej. Ekshumowane zwłoki zostały przeniesione w inny rejon miasta, na Cmentarz Ewangelicko-Augsburski przy ulicy Młynarskiej. Fort nie utrzymał się w tym miejscu długo, ponieważ już w 1913 roku został wysadzony przez rosyjskich saperów. Podczas okupacji, w 1943 roku, Komitet Obywatelski w Wawrze z przewodniczącym Stanisławem Krupką, założył „Park Sportowy im. Matki Mojej”. Plan zakładał, że park stanie się dużym ośrodkiem rekreacyjno-sportowym, jednak z powodu działań wojennych pomysłu nie udało się zrealizować. W 1944 roku park został zniszczony.
Intrygująca jest sama nazwa tego kompleksu leśnego. Do końca nie jest wyjaśnione, o jaką matkę chodzi. Istnieje też przypuszczenie, że nazwa nie odnosi się wyłącznie do jednej matki, a wielu. Jest tutaj dużo hipotez oraz domysłów, jednak niestety nie wiadomo, który jest prawdziwy. Niektóre źródła podają, że las miał być wyrazem pamięci oraz hołdem złożonym matkom żołnierzy polskich poległych i zaginionych w obronie Ojczyzny z czasów wojny i okupacji. Z kolei inne źródła podają, że las ma upamiętniać matki żołnierzy, które podczas wojny zaginęły lub były więzione. Jest jeszcze trzecia wersja mówiąca o tym, że las upamiętnia Matkę Przełożoną pobliskiego Zakonu Klarysek, która zainicjowała zalesienie nieużytku.
Las został posadzony na terenie wydmowym, na którym dominują ubogie gleby. To z kolei ma przełożenie na niskie bogactwo przyrodnicze, ponieważ występują tutaj jedynie siedliska borowe. Drzewostan tworzy przede wszystkim sosna, z domieszką brzozy i robinii akacjowej. Główną funkcją tego lasu, ze względu na położenie w terenie zurbanizowanym, jest pełnienie roli klimatycznej oraz rekreacyjnej.